# Ruta Provincial U 113 (Córdoba)
La Ruta Provincial U 113, también conocida como Camino Intercountries, es una carretera urbana que transita por el territorio de la provincia argentina de Córdoba. Salvo una pequeña excepción que limita con la ciudad de La Calera, casi toda la traza de la carretera discurre dentro de la ciudad de Córdoba. 
La U 113 se encuentra rodeada de numerosos barrios privados, es por ello que se la conoce como Camino Intercountries; Aunque también es conocida como Molino De Torres, ya que un trayecto de la misma discurre por la avenida del mismo nombre.
Es una importante vía que conecta el oeste con el noroeste de la ciudad. Además de ser la principal vía de acceso y salida a numerosos barrios como El Bosque y Villa Warcalde. 
En los últimos años, la ruta, ha sido repavimentada y mejorada, convirtiéndola en una de las más bellas avenidas de la ciudad.

## Recorrido
La ruta comienza su recorrido en el noroeste de la ciudad de Córdoba, en el cruce con la ruta provincial E-55 (Avenida Ejército Argentino).
Se dirige hacia el norte de forma recta, conformada por un agradable camino recientemente remodelado y mejorado.
En este sector toma el nombre de Avenida Los Álamos, aunque también es conocida como Camino Intercountries, debido a que circula rodeada por barrios privados (Countries).
Es también en este tramo, donde la ruta marca el límite entre los ejidos municipales de Córdoba (al este de la ruta) y de La Calera (al oeste).
Luego de un kilómetro y medio, se bifurca en dos: siguiendo al norte y oficiando de límite entre Córdoba y La Calera con el nombre de Avenida Los Álamos,; Mientras que la ruta U113 toma rumbo noreste alejándose del límite municipal para internarse por los barrios de El Bosque y Villa Warcalde. Este último tramo se llama Avenida Molino de Torres, y seguirá su dirección noreste, cruzando por puente el Río Suquía.
La ruta U113 finaliza a pocos metros del mencionado puente, en el cruce con las avenidas Recta Martinolli y Manuel De Falla en el barrio Residencial San José.
| Intersecciones            | Intersecciones                                                                        |
| ruta                      | desvíos hacia                                                                         |
| ------------------------- | ------------------------------------------------------------------------------------- |
| Ruta provincial E-55      | centro de la ciudad Córdoba, La Calera, Villa Carlos Paz, Cosquín, La Falda.          |
| Avenida Los Álamos        | Barrios Cinco Lomas, Alto Hermoso, La Arboleda.                                       |
| Avenida Eguía Zanon       | Barrios Villa Warcalde, Alto Hermoso.                                                 |
| U109 Av. Recta Martinolli | Barrios Arguello, Cerro De Las Rosas, Centro.                                         |
| Avenida Manuel De Falla   | Va. Rivera Indarte, Va. Quisquisacate, Saldán, Villa Allende, Rio Ceballos, La Falda. |

## El Molino De Torres
El molino de Torres consta de dos construcciones. El molino construido en el siglo XVIII y un edificio construido en 1650.
El edificio fue una posta utilizada por los carros de bueyes que transportaban cal entre La Calera y Córdoba.
En el siglo XVIII la propiedad fue adquirida por el obispo Diego Salguero y Cabrera, quien construye un molino con el fin de abastecer
al Hospital San Roque, fundado por él mismo, en el año 1737.
En 1848 Francisco Torres compra el molino y lo tiene en su posesión hasta su muerte.
Es por ello que actualmente el complejo se lo conoce como Molino de Torres.
Desde 1990, el historiador Miguel Bravo Tedín vivió en el lugar restaurándolo y ocupándose de su cuidado, con la ayuda del intendente en aquel entonces, Rubén Américo Martí, y de la Universidad Nacional de Córdoba.
Luego de unos años, Bravo Tedín fue desalojado violentamente y el sitio sufrió una gran destrucción.
Actualmente el lugar se encuentra cerrado al público y en completo estado de abandono.

## Transporte

### Empresa Coniferal
El autobús del corredor naranja  de la línea 19, utiliza un tramo de la ruta para acceder a Villa Warcalde desde la Recta Martinoli.

### Cooperativa La Calera
La empresa recorre una parte de la ruta U113, con las líneas que unen Casa Bamba-Cinco Lomas, La Calera-Villa Allende B, y la línea La Calera-Villa Allende C.